# Malak Karsh
Malak Karsh (Mardin, 1 de março de 1915 – 8 de novembro de 2001) foi um fotógrafo de ascendência armênia, irmão de Yousuf Karsh, conhecidos pelas fotografias em volta da região de Ottawa.
Nasceu no extinto Império Otomano, atual Turquia, e emigrou para o Canadá em 1937. 
Foi um dos fundadores do Canadian Tulip Festival.
Seu corpo está enterrado em Wakefield, Quebec.